# Ramiro de León Carpio
Ramiro de León Carpio (ur. 1942, zm. 2002) – gwatemalski polityk, adwokat i notariusz.
Profesor prawa na uniwersytecie w stolicy Gwatemali, sekretarz generalny Unii Centrum Narodowego (1983–1993), współprzewodniczący Konstytuanty (1984–1986), rzecznik praw człowieka (1989–1993), pełnił urząd prezydenta Gwatemali w latach 1993–1996.